# Дж. Р. Монтроуз
Дж. Р. Мо́нтроуз (англ. J. R. Monterose), справжнє ім'я Френк Е́нтоні Мо́нтроуз, мол. (англ. Frank Anthony Monterose, Jr.; 19 січня 1927, Детройт, Мічиган — 16 вересня 1993, Ютіка, Нью-Йорк) — американський джазовий тенор-саксофоніст.

## Біографія
Народився 19 січня 1927 року в Детройті, штат Мічиган. У 1928 році його родина переїхала до Ютіки (Нью-Йорк). У 13 років почав грати на кларнеті; у 15 років на тенор-саксофоні. Грав на кларнеті в юнацькому симфонічному оркестрі в Ютіці. У 1948—49 роках грав у місцевих гуртах; з Генрі Бассом у 1950.
У 1951 році переїхав до Нью-Йорка. Грав з Бадді Річем (1952); потім грав в Сірак'юс, Нью-Йорк (1952—54). У 1952 році повернувся до Нью-Йорка, де грав з Клодом Торнгіллом і записувався з Тедді Чарльзом, Джоном Ердлі, Ральфом Шероном та Едді Бертом (1955); Чарльзом Мінгусом. Після того як залишив Мінгуса (з яким він не ладив), грав з гуртом «Jazz Prophets» Кенні Доргема і записав сесію J. R. Monterose на лейблі Blue Note в якості соліста; також грав з біг-бендами Дені Террі, Террі Гіббса. Записувався з Джорджем Воллінгтоном (1957), Рене Тома (1960), Рейном де Граафом (1970).
Хоча продовжував виступати з власними гуртами у 1980-х (також і на сопрано-саксофоні), втім значної популярності не мав. Окрім сесії для Blue Note, також записувався на Jaro (1959), Studio 4 (перевидана V.S.O.P.), а також 1969 року для нідерландського лейблу Heavy Soul Music (1969), і впродовж 1979—81, записував альбоми на Progressive, Cadence, і двічі на Uptown.
Помер 16 вересня 1993 року в Ютіці, Нью-Йорк.

## Дискографія
- J. R. Monterose (Blue Note, 1956)